# 谭凯文
譚凱文（英語：Kai Wen Tan，1981年9月24日—），小名凱文（Kevin Tan），生於加利福尼亞州費利蒙市，美国体操运动员，2000年高中畢業後前往賓夕法尼亞州立大學就讀，畢業後在母校擔任教練。
谭凯文父母都是台灣移民。他在出生證和護照等文件（以及在國際比賽中）皆使用“Kai Wen”名字，在國内比赛中使用別名“Kevin”。